# 3α-ヒドロキシステロイドデヒドロゲナーゼ (A-特異的)
3α-ヒドロキシステロイドデヒドロゲナーゼ (A-特異的)（3α-hydroxysteroid dehydrogenase (A-specific)）は、次の化学反応を触媒する酸化還元酵素である。
アンドロステロン + NAD(P)+ {\displaystyle \rightleftharpoons } 5α-アンドロスタン-3,17-ジオン + NAD(P)H + H+
すなわち、この酵素の基質はアンドロステロンとNAD(P)+、生成物は5α-アンドロスタン-3,17-ジオンとNAD(P)HとH+である。
組織名は3α-hydroxysteroid:NAD(P)+ oxidoreductase (A-specific)である。